# サンライトレコード
サンライトレコード (SON-LIGHT RECORD) は、愛知県のインディーズレーベルである。

## 概要
名古屋を拠点とし、主にインディーズ系アーティストの出版・流通を行う。名古屋の作曲家MGセイジが主宰であり、元々は彼の個人レーベルであったが、元passengersの森永淳哉の働きかけにより、森永の結成した「矢口早苗DARK SIDE OF THE MOON」の作品をリリースする。以降はノンジャンルで外部からアーティストを受け入れるようになる。

## リリースアーティスト
- 矢口早苗DARK SIDE OF THE MOON(愛をいうの～I konw You know)
- mihiro(full of love)
- Perfection(トクナガノリヨ)
- 笹ノ葉くるる(神楽くるる)(ミラクルボール)
- ありさex.ANCHEIN BETTyROSE(Marvel)
- ソングレゾネーター・ドリームチーム(ウィスパーエンジェル)
- HiRO3(スターダストレイン)
- Kizuna、Ayuma(Think tank)
- Kizuna(スヌーズ・ライバー)
- HiROmihiro(No science no life)
- RICKEY(BE A SUPERSTAR!)
- Kizuna(正義の計画)
- ハルカミホ(喇叭)

## 過去在籍アーティスト
- 夢(scarLet)

## 沿革
2018年 名古屋にて開設。第一号リリースは「scarlet」。
2020年 矢口早苗、高橋まこと、森永淳哉等の所属する矢口早苗DARK SIDE OF THE MOON の処女作をリリース。以降はダウンロード販売を中心に愛知県内のアーティストの楽曲を手掛けている。
2021年 7月には名古屋の笹ノ葉くるる(神楽くるる)のソロシングルをデジタルリリース。
2021年 8月にはラジオ番組のコンテストで優勝した永田桃菜のデビュー曲「EvidEncE」をデジタルリリース(廃盤)
2022年 1月に 愛知北エフエム放送 のラジオ番組「ソングレゾネーター」から輩出した「ドリームチーム」の「ウィスパーエンジェル」をリリース
2022年 3月にmihiroの初のCDシングル「full of love」をリリース。
2023年 6月にHiROmihiroのフルアルバム「NO SCIENCE NO LIFE」をリリース
2023年7月にメタル系ヴォーカリスト、RICKEYのソロCDシングル「BE A SUPERSTAR!」をリリース
2023年9月 Kizunaの2ndシングル「スヌーズ・ライバー」がリリース。テレビ朝日 じゅん散歩の10.11月のエンディング曲に起用
2024年7月 Kizuna初のCDシングル「正義の計画」をリリース
2025年6月 ハルカミホの配信シングル「喇叭」をリリース